# Oncocercosi
L'oncocercosi (detta anche cecità fluviale o oncocerchiasi) è una malattia infettiva causata dall'infestazione da parte di un nematode filariforme: Onchocerca volvulus. Secondo l'OMS (2007) tale malattia ha reso cieche oltre tre milioni di persone nel mondo, anche se le campagne per debellarla hanno dato buoni frutti; comunque, tuttora è considerata la seconda causa di cecità tra le patologie di natura infettiva (dopo il tracoma). Si sospetta che ci sia un collegamento tra l'infestazione di questi parassiti e una nuova malattia dalle cause certe ancora sconosciute, la nodding disease.

## Ciclo vitale

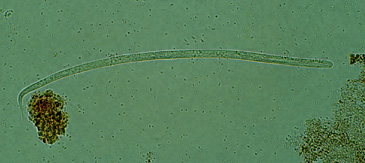
Microfilaria dOnchocerca volvulus

Il parassita Onchocerca volvulus viene trasmesso attraverso la puntura di un Simuliidae (un piccolo moscerino ematofago) appartenente al genere Simulium (in Africa sembra prevalere Simulium damnosum, in America centrale Simulium ochraceum e in Venezuela Simulium metallicum) le cui larve sono in grado di svilupparsi solamente in acqua corrente e ciò spiega perché la malattia è diffusa lungo le aree fluviali. Durante il pasto di sangue il vettore rilascia nel circolo ematico le larve infestanti del parassita. Esse migrano nel tessuto sottocutaneo (o nei gangli linfatici) dove maturano (in 1-3 mesi) incistandosi e formando dei noduli fibrosi. Allo stadio adulto i vermi sono molto lunghi e sottili (30 mm per 0,13 mm i maschi fino a 50 mm per 0,35 mm le femmine). I vermi possono formare nuovi noduli oppure possono inserirsi in noduli già presenti. Si ritiene, inoltre, che i vermi più piccoli possano passare da un nodulo all'altro. Una volta che la femmina è divenuta matura le uova che contiene si sviluppano e formano delle microfilarie (lunghe circa 0,2-0,3 mm) che vengono rilasciate una alla volta e che possono sopravvivere sino a una trentina di mesi. Si ritiene che una femmina possa rilasciare 1000 microfilarie al giorno.
Le microfilarie migrano nella cute o nei tessuti sottocutanei ove rimangono in attesa di una nuova puntura da parte dell'insetto vettore che in tal modo s'infetta a sua volta.
All'interno del vettore le microfilarie maturano a livello dei muscoli toracici e in 6-7 giorni raggiungono lo stadio infettante, pronte per essere inoculate in un nuovo ospite definitivo.
Si ritiene che siano necessari da 7 mesi a 3 anni per raggiungere un numero di microfilarie sufficiente per scatenare la sintomatologia.

## Epidemiologia
Come affermato precedentemente le larve delle mosche nere del genere Similium maturano lungo i corsi d'acqua o i ruscelli di zone collinari o montane e fino al 30% degli adulti risultava parassitato prima dell'inizio dei piani di controllo.
La quota di persone interessate dalla malattia, nonostante l'adozione di piani specifici, è alta con circa 17,7 milioni di infestati e con un'incidenza di circa 40 000 casi all'anno. La malattia è presente soprattutto in Africa, in 28 paesi, sia in zone forestali che della savana, e in sei nazioni dell'America Latina e nello Yemen. Si ritiene che, di tutti gli infetti, 500 000 persone presentano un interessamento oculare e 270 000 di costoro sarebbero ciechi.
L'oncocercosi presenta, inoltre, un forte impatto economico in quanto la paura della cecità ha spinto molte persone ad abbandonare molte zone fluviali fertili, specie nella savana dell'Africa occidentale, creando così un ostacolo al progresso socio economico di queste aree.
L'utilizzo di appositi programmi e la possibilità d'un trattamento ha permesso, In Africa occidentale e in America Latina, una diminuzione dell'importanza di questa patologia anche se i miglioramenti potrebbero essere ancora più incisivi se si riuscisse a coprire tutti i paesi africani.

## Patogenesi
La patogenesi dell'oncocercosi è dovuta essenzialmente alle microfilarie che sono in grado di attivare il sistema immunitario con i loro antigeni con conseguente genesi d'uno stato infiammatorio e attivazione dei fibroblasti.
Nella cute, la produzione d'uno stato infiammatorio cronico determina la comparsa d'ipercheratosi, acantosi, perdita d'elasticità per diminuzione delle fibre d'elastina e progressiva fibrosi. Si può anche avere depigmentazione cutanea e desquamazione con aree iperpigmentate (pelle a macchia di leopardo o d'elefante o di lucertola). I vermi adulti, invece, determinano una reazione fibroblastica con formazione d'una capsula fibrosa tutt'intorno e d'un nodulo sottocutaneo di dimensioni variabili da pochi millimetri ad alcuni centimetri (oncocercoma), variamente aderente ai tessuti adiacenti.
Le microfilarie che si accumulano nell'occhio e che vanno in degenerazione determinano un'attivazione del sistema immunitario, con rilascio di citochine (tra cui IL-2), che determina la formazione d'una cheratite puntata. Si ritiene che possano essere coinvolti anche immunocomplessi depositati localmente e anche alcuni batteri del genere Wolbachia, endosimbionti del parassita (e d'altre filarie), che vengono rilasciati dalle microfilarie degeneranti.

## Anatomia patologica
L'infezione da Onchocerca volvulus causa la comparsa d'una dermatite cronica pruriginosa. Oltre alle aree iper o ipopigmentate si possono alternare zone cutanee atrofiche o ipercheratosiche o fibrotiche.
L'oncocercoma presenta una capsula fibrotica e un infiltrato formato da vari elementi: fibrina, neutrofili, linfociti, eosinofili e cellule giganti multinucleate.
Le lesioni oculari cominciano con la cheratite puntata e con la formazione di piccole aree corneali opache “a fiocco di neve” dovute alle microfilarie in degenerazione attorno alle quali si trova un infiltrato eosinofilo. Ad esso segue, poi, la formazione d'una cheratite sclerosante che, partendo dal margine della sclera, comincia a opacizzare la cornea.
Le microfilarie che si trovano nella camera anteriore dell'occhio determinano la formazione d'iridociclite e glaucoma. Nella camera posteriore, anche in assenza di microfilarie, si può avere un coinvolgimento della corioide e della retina (corioretinite), con formazione d'aree atrofiche e iperpigmentate dell'epitelio retinico, e del nervo ottico con conseguente atrofia e perdita della vista.

## Manifestazioni cliniche
La manifestazione più comune dell'infestazione da Oncocerca volvulus è la comparsa di prurito cutaneo che può anche essere particolarmente intenso e la sua gravità non sembra correlare con la quantità di microfilarie presenti. L'infestazione cronica determina atrofia e perdita d'elasticità cutanea con progressivo raggrinzimento cui seguono formazioni di pieghe pendule e aree di ipo o iperpigmentazione. Può anche comparire una dermatite di tipo eczematoide con esantemi e con formazione d'aree ipercheratosiche, ittiosi e depigmentazione spesso presenti alle estremità inferiori ma possono anche essere diffuse.
I noduli sottocutanei dovuti ai vermi adulti (oncocercomi) tendono a presentarsi, nei paesi africani, nella regione sacrococcigea, della cresta anteriore laterale e del trocantere femorale mentre in America Latina si ritrovano per lo più a livello delle spalle, del collo e del capo. Come affermato precedentemente, sono di dimensioni variabili e non sono dolenti. Si ritiene che per ogni nodulo palpabile ve ne siano almeno quattro che non lo sono.
L'interessamento oculare costituisce la complicanza più seria dell'oncocercosi e tende a interessare gli individui con un grado d'infestazione medio-massivo. Generalmente la manifestazione più comune è una congiuntivite con presenza di fotofobia. La cheratite puntata tende a scomparire senza sequele.
Nell'1% dei casi di contagio in aree forestali e nel 5% di quelli in zone della savana compare una cheratite sclerosante che può determinare danni permanenti alla funzione visiva. In Africa nel 5% dei casi si ha comparsa d'iridociclite e d'uveite anteriore mentre in America Latina l'interessamento del segmento anteriore può provocare una deformità oculare e comparsa di glaucoma.
L'interessamento della retina e del nervo ottico può portare a una riduzione del campo visivo fino alla cecità.
Si può anche avere una linfoadenopatia di grado moderato-lieve che può presentarsi soprattutto a livello inguinale e femorale. L'arto interessato può inoltre presentare edema e dermatite con possibilità d'ernia o rilasciamento cutaneo con formazione d'un inguine pendente piuttosto caratteristico.
Individui con un'infestazione massiva possono andare incontro a cachessia con perdita sia del tessuto adiposo che muscolare.

## Diagnosi
La diagnosi si basa soprattutto sull'identificazione del nematode adulto o delle microfilarie.
La forma adulta può essere ritrovata attraverso un'asportazione chirurgica dei noduli sottocutanei cui segue un esame istologico standard o dopo una digestione tramite collagenasi.
Le microfilarie, invece, vengono evidenziate attraverso piccole biopsie cutanee, condotte fino al livello delle papille dermiche, in vicinanza dei noduli sottocutanei, non contaminate da sangue. Si eseguono circa 6 biopsie che vengono condotte a livello scapolare, gluteo, deltoideo o del polpaccio. I tessuti bioptici vengono poi posti su vetrini o piastre su cui viene aggiunta soluzione fisiologica. Ciò stimola le microfilarie a uscire e 2-4 ore si possono trovare nel liquido dove, a un ingrandimento di 20x, possono venir contate. La conta è utile anche per la prognosi in quanto si è visto che un numero di microfilarie superiore a 100 per mg di cute è indice d'alto rischio di complicanze. I campioni negativi devono venir rivalutati periodicamente fino a 24 ore dall'incubazione.
Le microfilarie si possono trovare anche nella camera anteriore dell'occhio e nella cornea e possono essere evidenziate, previo massaggio oculare digitale, con una lampada a fessura all'ingradimento di 16-25%.
In condizioni d'elevata infestazione le microfilarie si possono trovare anche nelle urine e nel liquido cefalorachidiano.
Esistono anche test sierologici che utilizzano, tramite metodica ELISA, antigeni ricombinanti che riconoscono anticorpi contro differenti antigeni d'Onchocerca volvulus. Si ritiene che questa metodica presenti una sensibilità del 70-87% e una specificità del 96-100%. nLa massima sensibilità viene raggiunta tramite l'utilizzo d'una reazione a catena della polimerasi (PCR) eseguita sui campioni bioptici ma l'elevato costo della metodica ne limita l'utilizzo specie nei paesi in via di sviluppo.
Un ruolo minore nella diagnostica lo riveste la reazione cutanea di Mazzotti, ottenuta mettendo a contatto la cute con crema con 10% di dietilcarbamazina. La sensibilità, però, non è altissima e varia tra il 30 e l'80%. La somministrazione di 50 mg di dietilcarbamazina può provocare una reazione di Mazzotti diffusa con comparsa di prurito, linfoadenite, esantema e febbre; tale sistema, comunque, non è più in uso per la scarsa sensibilità e per gli effetti collaterali severi che si possono verificare in persone con un'infestazione elevata.

## Trattamento

L'ivermectina è una miscela di 22,23-diidroavermectina B1a e di 22,23-diidroavermectina B1b.

Attualmente il trattamento viene utilizzato per prevenire le complicanze, specie oculari, e per ridurre la sintomatologia. Ciò viene ottenuto tramite l'uso di composti in grado di uccidere le microfilarie: la dietilcarbamazina e l'ivermectina.
La dietilcarbamazina non viene più utilizzata a causa degli effetti collaterali che può dare ed è stata sostituita dell'ivermectina.
L'ivermectina, un lattone semisintetico macrociclico, è al momento il farmaco di scelta nella terapia e viene utilizzato a un dosaggio di 150 µg/kg una sola volta ogni sei mesi. Sebbene sia in grado di uccidere le microfilarie, non è in grado di eliminare gli adulti per cui il trattamento va ripetuto ogni sei mesi per oltre 10 anni (che è in genere la durata di vita dei nematodi adulti). Il farmaco tende a dare effetti collaterali lievi anche se nell'1-10% dei casi possono comparire: edema e/o rash maculopapuloso. Il farmaco è controindicato in gravidanza, durante l'allattamento, in bambini d'età inferiore ai 5 anni e in situazioni d'alterazione del sistema nervoso centrale (tipo meningite) che possono aumentare il passaggio del farmaco al suo interno.
Si può tentare l'eliminazione degli oncocercomi per via chirurgica ma tale processo risulta essere difficilmente applicabile su larga scala. Si consiglia, comunque, di eliminare quelli presenti a livello del collo o del capo che si ritiene possano essere maggiormente connessi con le complicanze oculari.
Un composto in grado di uccidere gli adulti è la suramina ma essa non viene più utilizzata nell'oncocercosi per via della sua elevata tossicità.
Si può, invece, tentare la sterilizzazione delle femmine tramite l'utilizzo d'un antibiotico della classe delle tetracicline: la doxiciclina. Essa è in grado di uccidere i batteri endosimbionti del genere Wolfbachia che sembrano avere un ruolo nell'embriogenesi delle filarie. In questo modo le femmine non riescono più a produrre microfilarie.

## Prevenzione
Al momento la prevenzione dell'oncocercosi, in assenza di farmaci utilizzabili per la profilassi, consiste nella lotta al vettore, tramite l'utilizzo d'insetticidi, e delle sue larve. A ciò si aggiunge il trattamento con ivermectina delle comunità residenti in aree ad alto rischio sia per diminuire la morbidità della malattia sia per bloccare il ciclo vitale dei parassiti.
Sono stati elaborati diversi programmi mirati alla prevenzione dell'infestaziona da Onchocerca volvulus.
Nel 1974 venne lanciato il programma OCP (Onchocerciasis Control Program) dall'Organizzazione Mondiale della Sanità in collaborazione con tre agenzie dell'Organizzazione delle Nazioni Unite (ONU): la Banca Mondiale, la FAO e il Programma mondiale delle Nazioni Unite per lo Sviluppo. Il progetto coinvolse circa 30 milioni di persone in 11 nazioni (Benin, Burkina Faso, Costa d'Avorio, Ghana, Guinea Bissau, Guinea, Mali, Niger, Senegal, Sierra Leone e Togo). All'inizio esso venne portato avanti tramite l'utilizzo d'insetticidi spruzzati da elicotteri volti a uccidere le larve ma nel 1987 si iniziò a usare, da sola o in parallelo, anche l'ivermectina. Il programma riuscì a eliminare la trasmissione della malattia in tutti i paesi coinvolti, tranne in Sierra Leone a causa della guerra civile, e venne chiuso nel dicembre del 2002.
L'OPAC (African Program for Onchcerciasis Control) venne lanciato nel 1995 da varie organizzazioni non governative per lo sviluppo per far pervenire il trattamento con ivermectina nei paesi che non ne avevano beneficiato negli anni precedenti. Il programma coinvolge 19 paesi, diverse organizzazioni non governative, il settore privato (Merck & co.), vari paesi donatori e agenzie ONU. Le nazioni coinvolte sono: l'Angola, il Burundi, il Camerun, la Repubblica Centrafricana, il Ciad, la Repubblica del Congo, la Repubblica Democratica del Congo, l'Etiopia, la Guinea Equatoriale, il Gabon, il Kenya, la Liberia, il Malawi, il Mozambico, la Nigeria, il Ruanda, il Sudan, la Tanzania e l'Uganda. Fino al 2003 sono state trattati 34 milioni di persone in 16 paesi. Il fine ultimo del programma è il trattamento di 90 milioni di persone nei 19 paesi.
L'OEPA (Onchocerciasis Elimination Program for the Americas) è un'iniziativa regionale volta a ridurre la morbidità e la trasmissione dell'infestazione da Onchocerca volvulus in sei paesi dell'America Latina: Brasile, Colombia, Ecuador, Guatemala, Messico e Venezuela. Il progetto coinvolge, oltre alle sei nazioni, anche alcune organizzazioni non governative, la Merck & co., la PAHO (Pan American Health Organisation) e i CDC (Center for Disease Control and Prevention). Il programma si prefigge il trattamento di massa tramite ivermectina. Nel 2002 sono stati effettuati 749182 trattamenti e in quasi tutti i paesi la copertura minima è stata dell'85%, tranne in Venezuela dove è stata del 65%.